# Platyla lusitanica
Platyla lusitanica é uma espécie de gastrópode da família Aciculidae.
É endémica de Portugal.